# ملكة جمال الكون 1977
ملكة جمال الكون 1977 هي مسابقة ملكة جمال الكون السادسة والعشرين في تاريخ مسابقة ملكة جمال الكون منذ انطلاقتها عام 1952، عقدت مسابقة في 16 يوليو 1977 في المسرح الوطني في سانتو دومينغو، جمهورية الدومينيكان. شاركت 80 متسابقة من جميع أنحاء العالم، في نهاية الحدث توجت جانيل كوميسيونغ من ترينيداد وتوباغو بالرغم لم تكن تعتبر المرشح المفضل للفوز في مسابقة ملكة جمال الكون عام 1977 لكنها أبحرت في النهاية، لتصبح أول امرأة من منطقة البحر الكاريبي وأول امرأة من أصل أفريقي تتوج. من قبل ملكة جمال الكون السابقة رينا ميسينجر من إسرائيل.

## النتائج

### المراكز النهائية
| النتائج النهائية     | المتنافسة |
| -------------------- | --- |
| ملكة جمال الكون 1977 | - ترينيداد وتوباغو - جانيل كوميسيونغ |
| الوصيفة الأولى       | - النمسا - إيفا دورنجر |
| الوصيفة الثانية      | - اسكتلندا - ساندرا بيل |
| الوصيفة الثالثة      | - كولومبيا - أورا ماريا موجيكا سالسيدو |
| الوصيفة الرابعة      | - ألمانيا - ماري لويس غاسين |
| أفضل 12              | - الأرجنتين - ماريتزا خورادو - جمهورية الدومينيكان - بلانكا ساردينياس - هولندا - انيك بيرندز - نيكاراغوا - بياتريز أوبريغون لاكايو - إسبانيا - لوز هيرنانديز - الولايات المتحدة - كيمبرلي تومز - فنزويلا - كريستال مونتانيز |

## المتسابقات
- أنتيغوا - شيريل آن جيبونز
- الأرجنتين - ماريتزا إليزابيت خورادو
- أروبا - مارغريت إلدريد أودوبر
- أستراليا - جيل ماري ميناهام
- النمسا - ايفا ماريا اينر
- البهاما - بوليت روزيتا أوغيلفي بورغاردت
- باربادوس - مارجريت سونيا روس
- بلجيكا - كلودين ماري فاسور
- بليز - دورا ماريا فيليبس
- برمودا - كوني ماري فريث
- بوليفيا - ليليانا جوتيريز باز
- البرازيل - كاسيا يانيز مورايس سيلفيرا
- جزر العذراء البريطانية - أندريا دولوريس نورمان
- كندا - باميلا ميرسر
- تشيلي - بريسيلا راكيل برينر
- كولومبيا - أورا ماريا موجيكا سالسيدو
- كوستاريكا - كلوديا ماريا غارنييه أرياس
- كوراساو - ريجين ترومب
- الدنمارك - إنجي إلين إرلاندسن
- جمهورية الدومينيكان - بلانكا أورورا ساردينياس
- الإكوادور - لوسيا ديل كارمن هيرنانديز كوينونيس
- السلفادور - ألتاجراسيا أريفالو
- انجلترا - سارة لويز لونج
- فنلندا - أرمي آافيكو †
- فرنسا  - فيرونيك فاغو
- غيانا الفرنسية - إيفلين راندل
- ألمانيا - ماري لويس جاسين
- اليونان - ماريا سبانتيداكي
- غوادلوب - كاثرين رينيت
- غوام - ليزا آن كاسو
- هايتي - فرانسواز إيلي
- هولندا - إينيكي بيرندس
- هندوراس - كارولينا روزا راوشير سييرا
- هونغ كونغ - لوليتا تشو لينغ لينغ
- أيسلندا - كريستيانا فراينسدوتير
- الهند - بينيتا بوس
- اندونيسيا - سيتي ميرزا نوريا عارفين
- أيرلندا - جاكى مور
- إسرائيل - زهافا فاردي
- إيطاليا - باولا بياسيني
- اليابان  - كيوكو ساتو
- كوريا الجنوبية - كيم سونغ هي
- لبنان - هيام سعاده
- ليبيريا - ويلما ألبرتين واني كامبل
- ماليزيا - ليونغ لي بينغ
- مالطا - جين بنديكتا صليبا
- موريشيوس - دانييل ماري فرانسواز بويك
- المكسيك - فيليسيا ميركادو
- نيوزيلندا - دونا آن شولتز
- نيكاراغوا - بياتريس أوبريغون لاكايو
- جزر ماريانا الشمالية - مارجريتا بينافينتي كاماتشو
- النرويج - أشيلد جيني أوتيسن
- بنما - مارينا فالينسيانو
- بابوا غينيا الجديدة - ساياه كاراكورو
- باراغواي - ماريا ليتيسيا زارزا بيرييت
- بيرو - ماريا إيزابيل فرياس زافالا
- الفلبين - آنا لورين توماس كير
- بورتوريكو - ماريا ديل مار ريفيرا
- لا ريونيون - يولين موريل
- ساموا الأمريكية - فيرجينيا كارولين سوكا
- اسكتلندا - ساندرا بيل
- سنغافورة - مارلين تشون ماي سيم
- جنوب أفريقيا - جلينيس دوروثيا فيستر
- إسبانيا - لوز ماريا بوليجر هيرنانديز
- سريلانكا - سوبوديني ناجيسان
- سانت كيتس - أنيت إيميلدا فرانك
- سانت لوسيا - إيفا لوا مينديز
- سينت مارتن - ماري مادلين بورارد
- سورينام - مارلين روزمينتن سايمو
- السويد - بيرجيتا ليندفال
- سويسرا - أنيا كريستين ترزي
- تاهيتي - دونا أونوا
- تايلاند - لداوان إن ياه
- ترينيداد وتوباغو - جانيل كومسيونج
- أوروغواي - أدريانا ماريا أومبيير اسكوديرو
- الولايات المتحدة - كيمبرلي تومز
- فنزويلا - كريستال مونتانيز
- جزر العذراء الأمريكية - دينيس نعومي جورج
- ويلز - كريستين آن ميرفي
- يوغوسلافيا - ليليانا سوباجيتش

## الروابط الخارجية
- موقع ملكة جمال الكون الرسمي